# 入江慎也 (俳優)
入江 慎也（いりえ しんや、1923年 - ）は、日本の俳優。元東映俳優養成所講師。

## 出演作品

### テレビドラマ
- 銭形平次（CX）
  - 第12話「狂った炎」（1966年） - 竹次
  - 第33話「冥土の便り」（1966年） - 武蔵屋
  - 第61話「岡っ引き殺し」（1966年） - 下谷の浅吉
  - 第177話「人斬り弥平太」（1969年） - 徳兵ヱ
  - 第192話「春の風来坊」（1970年） - 佐原幸十郎
  - 第209話「女が消えた」（1970年） - 与平
  - 第221話「卑怯者」（1970年） - 道庵
  - 第276話「お化け土蔵」（1971年） - 道庵
  - 第309話「裏切り者」（1972年） - 利助
  - 第345話「残侠流転」（1972年） - 勘太
  - 第361話「母娘はぐれ鳥」（1973年） - 眼医者玄庵
  - 第397話「万七必死にて候」（1973年） - 筆頭与力
  - 第444話「妻は夫を労りつ」（1974年） - 筆頭与力
  - 第462話「幼心に大きな秘密」（1975年） - 加助
  - 第501話「卍 蜘蛛」（1975年） - 伊庭新兵ヱ
  - 第511話「愛憎流転」（1976年） - 才賀屋市兵ヱ
  - 第564話「狙われた獄門首」（1977年） - 寺社方役人
  - 第574話「大泥棒平次」（1977年） - 代官所役人
  - 第597話「謝り八州」（1977年） - 同心
  - 第620話「はぐれ絆」（1978年） - 三浦屋
  - 第670話「手鏡を抱く女」（1979年） - 山下武兵ヱ
  - 第695話「必死の逃亡」（1979年） - 相馬屋番頭
  - 第698話「心のかけ橋」（1979年） - 良庵
  - 第742話「眠りからくり」（1980年） - 近江屋
  - 第755話「汚れなき純情」（1981年） - 井上良斎
  - 第786話「白菊ざんげ」（1981年） - 清斎
  - 第873話「脱獄死刑囚」（1983年） - 与力峰岸
- 水戸黄門（TBS / C.A.L）
  - 第1部
    - 第2話「人生に涙あり」（1969年8月11日） - 徳川綱條
    - 第10話「母恋い馬子唄 -松阪宿-」（1969年10月6日） - 弥助
    - 第29話「ならず者 -桐生-」（1970年2月16日） - 忠助

  - 第2部
    - 第12話「黒い誓約書 -久保田-」（1970年12月14日） - 与平
    - 第27話「密命おびて -萩-」（1971年3月29日） - 旅籠の番頭

  - 第3部 第19話「姿なき復讐 -徳島-」（1972年4月3日） - 伊勢屋甚助
  - 第5部 第10話「 恋にかける天の橋立 -宮津-」（1974年6月3日） - 役人
  - 第6部
    - 第2話「哀愁稗搗節 -宮崎-」（1975年4月7日） - 役人
    - 第25話「海道一の大盗人 -金谷-」（1975年9月15日） - 役人

  - 第7部 第25話「母恋し、父（ちゃん）悲し -高田-」（1976年11月8日） - 高砂屋の親戚
  - 第8部 第21話「黄門さまの人の親 -高松-」（1977年12月5日） - 村役
  - 第9部
    - 第6話「恐怖の標的 -一ノ関-」（1978年9月11日） - 薬売りの男
    - 第16話「百万石の味自慢 -金沢-」（1978年11月20日）

  - 第11部
    - 第3話「悲願を賭けた砲術くらべ -米沢-」（1980年9月1日） - 受付侍
    - 第16話「大当り 黄門様の大芝居 -新発田-」（1980年12月1日）

  - 第13部
    - 第9話「危機一髪! 火薬小屋の対決 -岡崎-」（1982年12月13日） - 吾平
    - 第24話「とどけ馬子唄 瞼の母に -熊本-」（1983年3月28日） - 本田十次郎

  - 第14部 第14話「鬼と呼ばれた黄門様 -本庄-」（1984年1月30日） - 音次
  - 第15部 第22話「悲願叶えた火焔剣 -三日月-」（1985年6月24日） - 亀造
  - 第16部 第17話「正義運んだ七里飛脚 -松江-」（1986年8月18日） - 大橋屋の番頭
- 大岡越前（TBS / C.A.L）
  - 第1部
    - 第20話「悪魔の人形使い（後篇）」（1970年7月27日） - 北町奉行所用人
    - 第26話「疑惑の顔」（1970年9月7日） - 小菅兵助

  - 第3部
    - 第8話「越前の娘」（1972年7月31日） - 大家利兵衛
    - 第23話「狙われた男」（1972年11月20日） - 町医者

  - 第4部 第21話「情は人のためならず」（1975年2月24日） - 瓦版売り
  - 第5部
    - 第12話「唐獅子の復讐」（1978年4月24日） - 番頭
    - 第16話「通りゃんせ」（1978年5月22日） - 市助

  - 第7部 第18話「女が墜ちた焦熱地獄」（1983年8月22日） - 佐平
- 隼人が来る 第4話「上州の暴れん坊」（1972年、CX / 東映）
- 遠山の金さん捕物帳（NET）
  - 第94話「大阪から来た男」(1972年) - 伊藤
  - 第111話「鬼を宿らせた女」(1972年) - 役人
  - 第126話「身を投げ出して来た女」(1972年)
  - 第159話「かわいそうな女」(1973年)
- ご存知遠山の金さん 第19話「ぺてん和尚は殺しがお嫌い」(1974年、NET) - 伊藤
- ご存じ金さん捕物帳 （NET）
  - 第5話「汚れた千両箱」(1974年)
  - 第22話「仇討ち変化若衆」(1975年)
- 遠山の金さん 杉良太郎版 （NET / 東映）
  - 第38話「消えた姫君を追え‼」(1976年)
  - 第65話「りんどう花が嵐を呼んだ」（1977年）
  - 第93話「盗っ人修行」（1977年）松平陸奥守家来
- 必殺シリーズ（ABC / 松竹）
  - 必殺仕置人 第2話「牢屋でのこす血のねがい」（1973年）-　近江屋
  - 必殺必中仕事屋稼業 第7話「人質勝負」（1975年） - 平戸屋惣六
  - 新・必殺仕置人
    - 第9話「悪縁無用」（1977年） - 秋田屋
    - 第25話「濡衣無用」（1977年） - 勘定方役人

  - 江戸プロフェッショナル・必殺商売人 第23話「他人の不幸で荒稼ぎ」（1978年） - 小紋の利助
  - 新・必殺仕事人
    - 第5話「主水アルバイトする」（1981年） - 葉村屋寛三郎
    - 第54話 「主水 入学祝する」（1982年） - 道順

  - 必殺仕事人IV 第13話「お加代 りつの殺しを頼まれる」（1984年） - 小野寺主膳
- 桃太郎侍 （1976年-1981年、NTV）
  - 第29話「ふるさとは遠かった」 - 浪花屋
  - 第69話「おれはお江戸のダメ同心!」
  - 第95話「舞い込んだお姫様」 -高桑
  - 第154話「お救い小屋の山猫娘」 - 同心
  - 第201話「当るも八卦当らぬも八卦」
- 暴れん坊将軍シリーズ（ANB / 東映）
  - 吉宗評判記 暴れん坊将軍
    - 第67話「大岡越前守自決す!」（1979年） - 吉辺釆女
    - 第91話「対決!嵐の甲府城」（1979年） - 佐伯久太夫
    - 第172話「男を咲かせた日蔭の花」（1981年） - 治兵衛

  - 暴れん坊将軍II 第146話「惚れた病いを治す酒!」（1986年） - 与平
  - 暴れん坊将軍III
    - 第5話「新さん 江戸の風に舞う!」（1988年） - 主人
    - 第47話「恋も思案のおてんば剣法」（1989年） - 粂七
    - 第66話「浮世哀しや あだ花の女!」（1989年） - 猿田重兵衛
    - 第91話「狙われた四人の目撃者!」（1990年） - 上総屋米蔵
    - 第103話「この子どこの子め組の子」（1990年） - 小松屋幸助

  - 暴れん坊将軍IV
    - 第4話「裏切り者に涙あり!」（1991年） - 御用達
    - 第24話「汚名を晴らした恋女房」（1991年） - 美濃屋
    - 第39話「乙女の祈り お手つき志願!?」（1992年） - 湊屋伝十

  - 暴れん坊将軍V
    - 第15話「めおと春秋、涙に夢灯り」（1993年） - 治助
    - 第31話「空を飛んだ米相場」（1993年） - 米問屋

  - 暴れん坊将軍VI
    - 第30話「北国に折鶴が飛んだ!」（1995年） - 沢平
    - 第46話「美女を泣かせる鬼十手」（1995年） - 大阪屋
- 江戸を斬る シリーズ（TBS / C.A.L）
  - 江戸を斬るV
    - 第2話「娘軽業決死の仇討」（1980年） - 番頭
    - 第3話「雛祭り娘目明し初手柄」 （1980年） - 医者

  - 江戸を斬るVI 第8話「義賊うの字小僧」 （1981年） - 瓦版屋
- 長七郎天下ご免! （ANB）
  - 第69話「二人ぼっちの江戸の青春（はる）」（1981年） - 佐平
  - 第87話「秋の螢 暴れ遊女お仙」（1981年） - 高木八右衛門
- 松平右近事件帳（1982年-1983年、NTV）
  - 第4話「怪盗暗闇吉三」 - 刀屋主人
  - 第24話「鶴亀情話」 - 和惣次
  - 第49話「忍びや哀れ」
- 長七郎江戸日記（日本テレビ / ユニオン映画）
  - 第1シリーズ
    - 第9話「風流悪人狩り」（1983年） - 館野
    - 第20話「かけこみ寺異聞」（1984年） - 堀主水
    - 第30話「剣客有情」（1984年） - 東野佐兵衛
    - 第81話「鬼の目に涙」（1985年） - 与力
    - 第110話「寺子屋ぎらい」（1986年） - 北泉

  - 第2シリーズ 第11話「命を売る男」（1988年） - 加賀屋
- 遠山の金さん (高橋英樹)
  - パート１
    - 第68話「夜霧の復讐! 傷だらけの母」（1983年）
    - 第127話「深川情話・愛をきざむ氷の女!」（1985年）

  - パート２ 第29話「男嫌いの芸者が惚れた!」（1986年）
- 続・三匹が斬る! 第12話「さすらいの、姫君哀れ菊一輪」（1989年、ANB / 東映） - 田内伊織
- 名奉行 遠山の金さん（ANB / 東映）
  - 第2シリーズ 第2話「美少女を救え! 隠密同心の怒り」（1989年6月1日） - 甚九郎
  - 第3シリーズ 第22話「京の姫君の妖しい誘惑」（1991年3月14日） - 幸兵衛
  - 第4シリーズ 第19話「穴蔵の謎 炎に消えた千両箱」（1992年4月30日） - 美濃屋
  - 第5シリーズ 第8話「白い肌に溺れた与力」（1993年5月20日） - 長屋の住人
  - 第6シリーズ 第4話「米騒動、殺しの尼僧」（1994年7月7日） 伊勢屋
  - 第7シリーズ 第7話「投げ縄殺人! 忍びをあやつる男」（1995年11月9日） - 駿河屋徳兵衛
- 将軍家光忍び旅 第17話「とんだ埋蔵金騒動」（1990-91年、ANB / 東映）- 稲村五兵衛
- 将軍家光忍び旅II 第5話「父と娘が守る無法の街!」（1992-93年、ANB / 東映）- 嘉平

### 映画
- 処刑の島（1966年7月2日、大映）
- 大番頭小番頭（1967年、松竹） - 館林
- おんな刺客卍（1969年、東映） - 吉本晋介
- 好色源平絵巻（1977年、東映） - 渡辺五景綱

| スタブアイコン | サブスタブ | この項目は、まだ閲覧者の調べものの参照としては役立たない、俳優（男優・女優）に関連した書きかけの項目です。この項目を加筆・訂正などしてくださる協力者を求めています（P:映画/PJ芸能人）。 |